# Bengt Molander
Bengt Molander, född 1950, är en svensk filosof.
Molander disputerade vid Uppsala universitet på avhandlingen The Order There Is and the Order We Make - An Investigation into the Concept of Causation. Han är professor emeritus och har varit verksam vid Norges teknisk-naturvitenskapelige universitet.

## Verk (urval)
- Vetenskapsfilosofi: en bok om vetenskapen och den vetenskapande människan, 1983.
- Kunskap i handling, 1993.
- Arbetets kunskapsteori, 1997.